# Ahlten
Ahlten is een dorp in de Duitse gemeente Lehrte, deelstaat Nedersaksen. Het dorp telde 5493 inwoners per 31 december 2016.
In Ahlten, dat een klein spoorwegstation heeft, stoppen de lijnen S3 en S7 (resp. Hannover-Lehrte-Hildesheim en Hannover-Lehrte-Hildesheim) van de S-Bahn van Hannover.
Nabij Ahlten bevindt zich een oliebron en een onderstation van TenneT voor hoogspanningsleidingen van 220 volt voor het elektriciteitsnet.

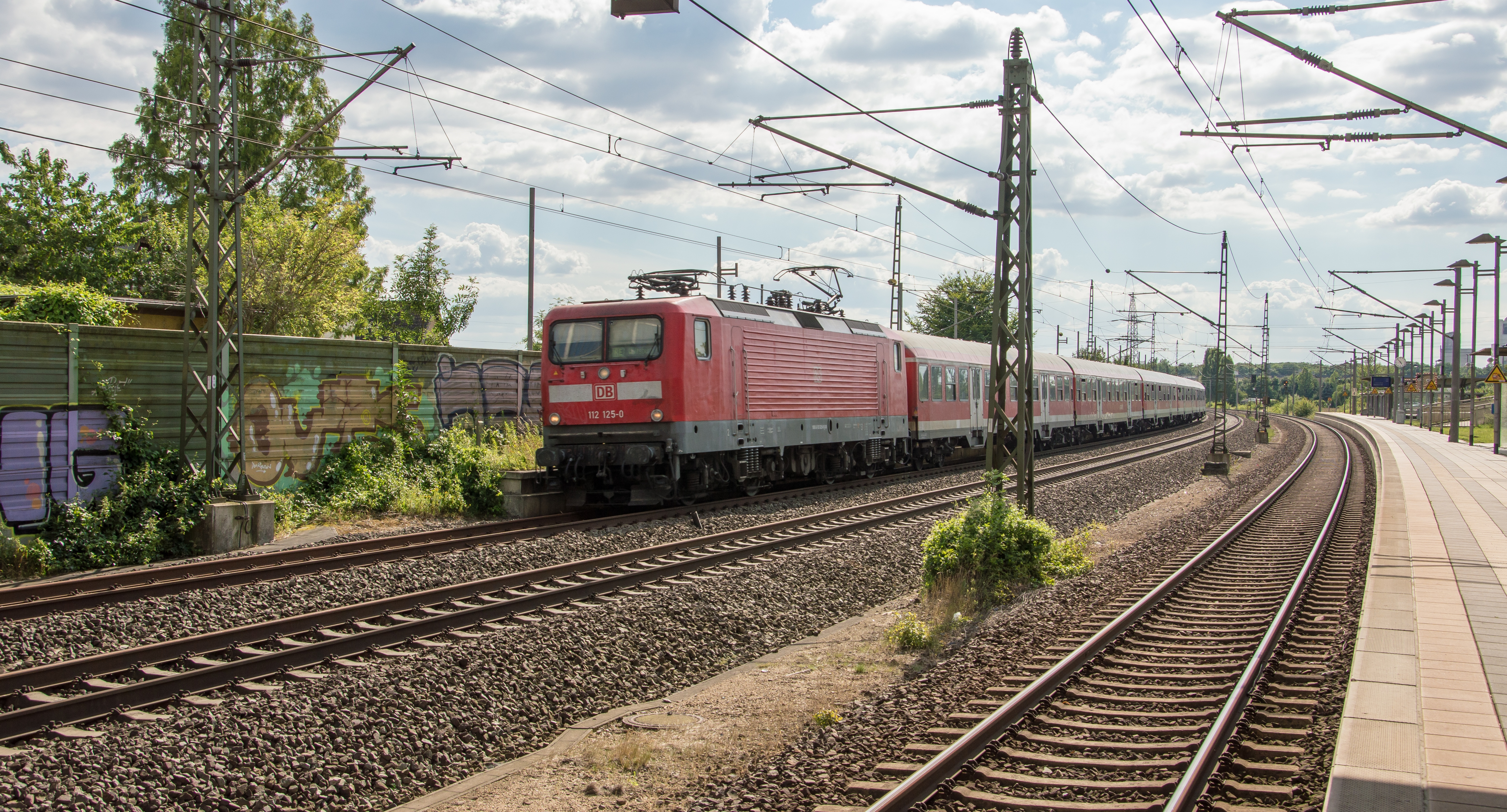
Station
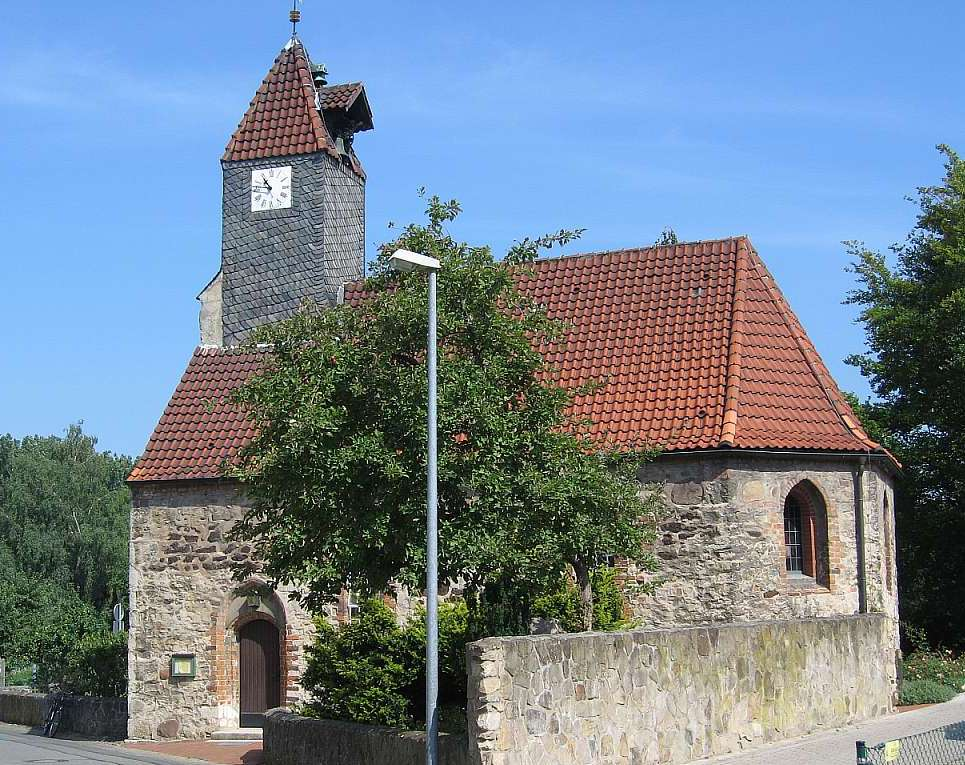
Evang.-lutherse kapel, Ahlten

De 13e-eeuwse evangelisch-lutherse kapel van de St.-Maartensgemeente te Ahlten heeft binnen een fresco uit ca. 1300, dat de weg tot het Laatste Oordeel voorstelt.
Zie verder onder Lehrte.